# Izvoru (Vânătorii Mici), Giurgiu
Izvoru (în trecut, Corbii-Ciungi) este un sat în comuna Vânătorii Mici din județul Giurgiu, Muntenia, România.